# Saurauia sapotoides
Saurauia sapotoides är en tvåhjärtbladig växtart som beskrevs av Ridley. Saurauia sapotoides ingår i släktet Saurauia och familjen Actinidiaceae. Inga underarter finns listade i Catalogue of Life.